# Hokkaido-Pony
Das Hokkaido-Pony (jap. 北海道和種, Hokkaidō washu), als Spitzname auch Dosanko (道産子, dt. etwa: „In Hokkaidō geborenes Kind“), ist neben dem Kiso-, Noma-, Taishu-, Misaki-, Tokara-, Miyako- und Yonaguni-Pony eine der acht noch existierenden einheimischen japanischen Pferderassen.
Hintergrundinformationen zur Pferdebewertung und -zucht finden sich unter: Exterieur, Interieur und Pferdezucht.

## Exterieur
Das Hokkaido hat ein Stockmaß von 132 bis 137 cm. Das Profil des Mauls wird nach vorne hin schmaler, es ist eher arabisch. Der Rumpf ist kompakt, die Rippen gut gerundet und der Widerrist schlecht ausgebildet. Die Vorderbeine sind etwas schwach. Die Bemuskelung der Hinterhand ist ausreichend, wenn der Schweif gut angesetzt ist, ist diese günstig gewinkelt. Wie alle japanischen Rassen hat der Hokkaido gute Hufe, deren Knochensubstanz bläulich ist. Die runde Hufform und die gute Winkelung sind korrekt.

## Zuchtgeschichte
Im Norden Japans liegt die Insel Hokkaidō. Da dort üppiges Gras wächst, eignet es sich gut für die Aufzucht von Pferden. Heute wie damals verwendet man die Hokkaidos dort auf Kleinbauernhöfen als Zug- und Packpferde. Bis vor kurzem wurden sie sogar noch in Kohlebergwerken eingesetzt. Die japanische Kavallerie war vor einiger Zeit mit Pferden beritten, die 50 % oder 25 % Hokkaido-Blut in sich trugen. Den arabischen Bluteinfluss sieht man den Hokkaidos an. In Reinzucht kann man sie selten bequem reiten.